# SN 2000ci
SN 2000ci – supernowa odkryta 12 maja 2000 roku w galaktyce NGC 6471. W momencie odkrycia miała maksymalną jasność 18,10m.